# Tuerta argyrochlora
Tuerta argyrochlora là một loài bướm đêm trong họ Noctuidae.